# IBC (conteneur)
Pour les articles homonymes, voir IBC et GRV.

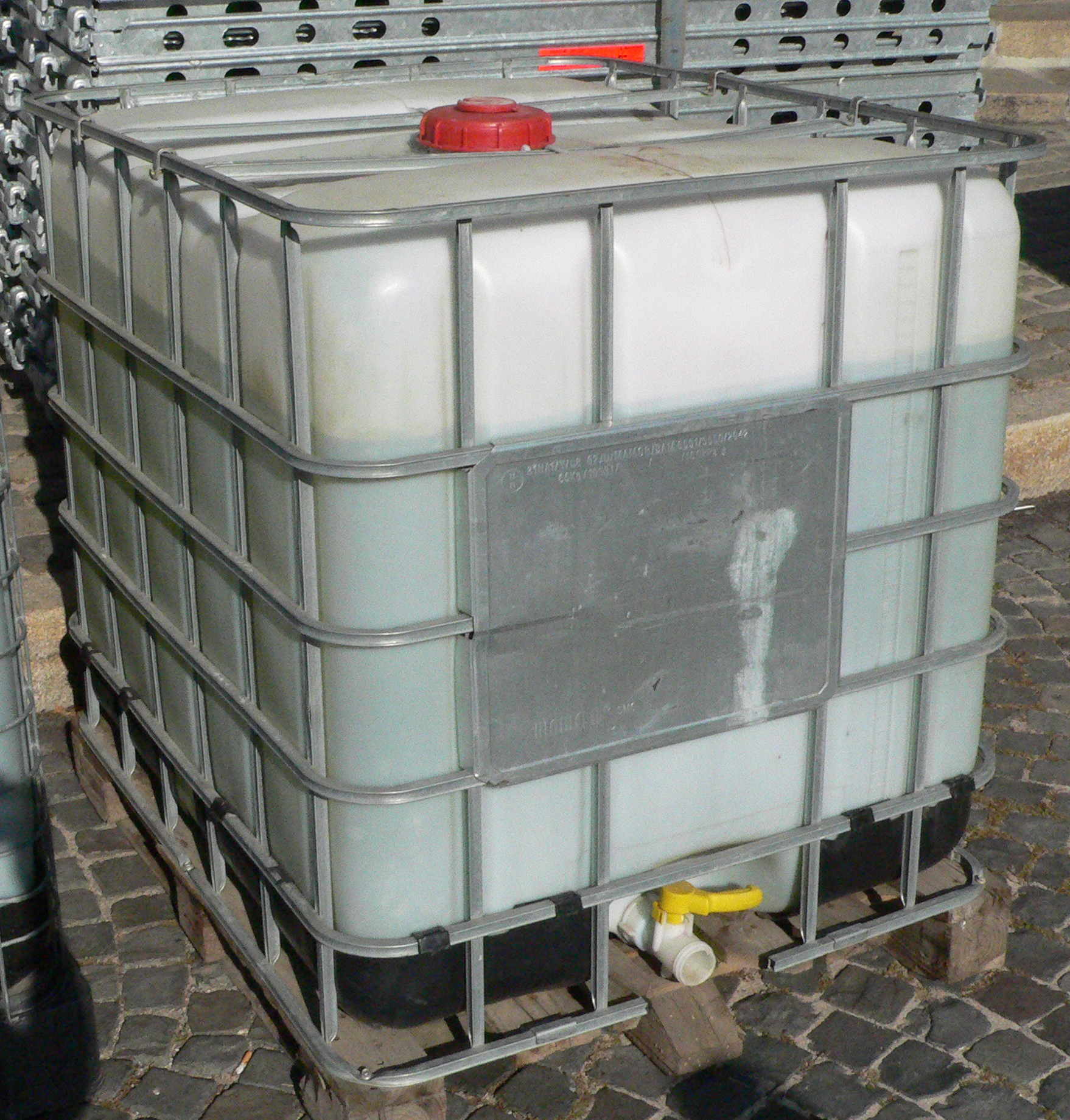
IBC pour liquides.

IBC est un sigle anglais signifiant intermediate bulk container, qui se traduit en français par GRV (grand récipient pour vrac). L'IBC est un conteneur à emballage souple ou rigide. Il permet de stocker des produits liquides ou en poudre, qu'ils soient dangereux ou non. Il est conçu pour la manutention mécanique, et soumis à homologation,.

## Formes et capacités
Sa capacité varie entre 450 et 3 000 L. La forme d'IBC la plus connue est le conteneur de 1 000 L, en plastique rigide renforcé par une cage grillagée. On le trouve aussi comme caisse palette de 650 L, big-bag, bac roulant destiné au transport de déchets infectieux. Les IBC sont conçus pour être au contact du contenu soit directement, soit par l'intermédiaire d'une doublure interne.

## Historique
Ces conteneurs (ou containers) apparaissent dans les années 1960 en Europe, puis se généralisent dans le monde entier. La France en produit aujourd'hui plus d'un million d'exemplaires par an, surtout pour les industries alimentaires et chimiques.

## Réglementation
L'IBC est un emballage soumis à homologation. L'ONU réglemente à l'échelle mondiale les obligations relatives à l'utilisation des GRV.

## Types

### Selon composition
Source.
Ils se divisent en deux catégories, souples ou rigides.
Les IBC souples sont pliables lorsqu'ils sont vides. Ils sont en matériaux souples tels que les toiles tissées, les films plastiques ou le papier.
Les IBC rigides sont auto-portants lorsqu'ils sont vides ou pleins. Ils sont en métal, acier ou aluminium, en plastique rigide, en matériaux composites, en fibres de bois, en bois scié ou en panneaux de bois comme le contreplaqué.

### Selon utilisation

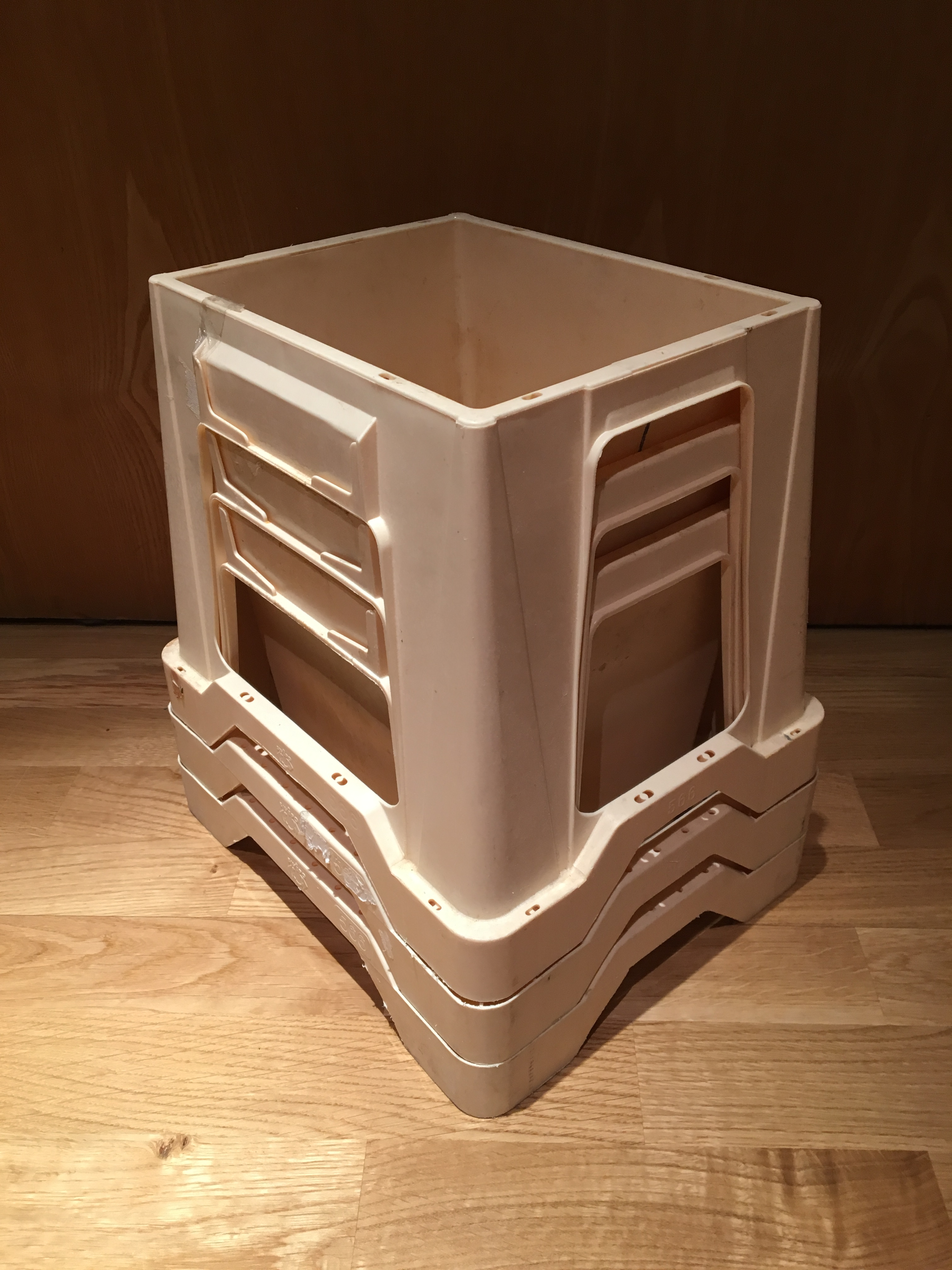
Bac à fleurs néerlandais.

Ils se divisent en deux catégories, pour les liquides ou pour les solides.
Les IBC utilisés pour le stockage et le transport des liquides sont en métal, en plastique rigide ou faits d'un emballage composite, dont le récipient intérieur en plastique est lui-même renfermé dans une cage métallique. Le modèle dépend du liquide transporté, par exemple il sera chimiquement résistant pour éviter toute fuite au stockage du liquide, et résistera à la pression de vapeur maximale du fluide emballé.
Les IBC utilisés pour le stockage et le transport des solides sont en métal, bois, carton, papier, plastique tissé, souple ou rigide, ou encore faits d'un composite de matériaux où le récipient intérieur en matière plastique est inscrit dans un cadre rigide en plastique ou en métal.

## Applications

### Industrie
Le GRV est fréquemment utilisé dans l'industrie agroalimentaire, cosmétique voire pharmaceutique. Le conteneur sert au transport et au stockage de marchandises en vrac (céréales, minerais, etc.) et des liquides en grande quantité.
C'est un emballage perdu. Il s'est substitué aux fûts de deux cents litres, car il présente un impact écologique moindre (un conteneur au lieu de cinq fûts) et est plus facile de manutention.
Après usage, l'emballage plastique est recyclable après broyage, même s'il a contenu des produits dangereux. La grille métallique est réutilisée lorsqu'elle est restée en bon état.

### Particuliers
Pour l'utilisateur privé, l'IBC de mille litres se présente sous la forme courante d'un cube de polyéthylène dans une enceinte grillagée en acier galvanisé. Il repose sur une palette en bois, en plastique ou en métal. Son poids à vide est limité à 60 kg, ce qui permet de le transporter à deux personnes. Il peut servir de première étape pour constituer une réserve d'eau collectée depuis le toit. En partie basse, la vanne de vidange et l'embout permettent le raccordement de flexibles, par exemple pour l'arrosage du jardin. En partie haute, l'ouverture de 150 mm permet le raccordement à une descente de gouttière.